# Marupazinho
O marupazinho (Eleutherine plicata) é uma planta que, desde 2009, foi reconhecida oficialmente pelo Ministério da Saúde do Brasil como possuidora de propriedades fitoterápicas.